# Микрофон-81
«Mikrofons-81» (рус. Микрофон-81) — конкурс эстрадной песни, проходивший в Латвийской ССР в 1981 году в рамках ежегодного конкурса «Mikrofons».
Конкурс в 1981 году проводился в 10-й раз. В течение года вниманию радиослушателей Латвии было предложено 26 песен от 21 композитора, в исполнении 14 солистов и 6 ансамблей. В ходе голосования в адрес Латвийского радио поступило 28 246 писем.
Заключительный концерт конкурса прошёл в рижском Дворце спорта. Его запись была показана по Латвийскому телевидению; лучшие песни конкурса выпущены на двух грампластинках.

## Победители конкурса
Наибольшее количество голосов набрала песня «Dāvāja Māriņa meitenei mūžiņu» (рус. «Подарила Мариня девочке жизнь»), написанная Раймондом Паулсом на стихи Леона Бриедиса, в исполнении Айи Кукуле. В том же году эта песня стала широко известной как «Миллион алых роз» в исполнении Аллы Пугачёвой (с русским текстом Андрея Вознесенского).
Взрывную популярность получила патриотичная песня Улдиса Стабулниекса «Tik un tā» (рус. «Всё равно»), впервые прозвучавшая незадолго до окончания голосования. Число голосов, набранных этой песней всего за две недели, позволило ей выйти на второе место, но и после истечения срока голосования поступило ещё большое количество голосов за «Tik un tā», оставшихся неучтёнными.
Следует также особо отметить песни Р. Паулса «Es mīlu tevi tā…» (рус. «Я люблю тебя так...», автор слов В. Белшевица, исполнил И. Скрастиньш) и «Atgriešanās» (рус. «Возвращение», автор слов Л. Бриедис, исполнила А. Кукуле), которые вскоре обрели всесоюзную популярность со словами И. Резника в исполнении А. Пугачёвой (первая песня — под названием «Старинные часы»).
Первые 15 мест распределились следующим образом:
| Место | Название песни                                                        | Исполнитель                      | Автор музыки, автор текста        |
| ----- | --------------------------------------------------------------------- | -------------------------------- | --------------------------------- |
| 1     | Dāvāja Māriņa… рус. Подарила Мариня...                                | Айя Кукуле, Лига Крейцберга      | Раймонд Паулс Леонс Бриедис       |
| 2     | Tik un tā рус. Всё равно                                              | Улдис Стабулниекс                | Улдис Стабулниекс Мара Залите     |
| 3     | Meitene ar kallu ziediem рус. Девушка с каллами                       | группа «Credo»                   | Раймонд Паулс Имантс Зиедонис     |
| 4     | Rozīt mana nātru dārzā рус. Розочка моя в зарослях крапивы            | Янис Паукштелло                  | Раймонд Паулс Леонс Бриедис       |
| 5     | Ar mīlestības pinekļiem рус. Путы любви                               | Ингус Петерсонс                  | Иварс Вигнерс Янис Петерс         |
| 6     | Dziesma par rozīti рус. Песня о розочке                               | Мирдза Зивере, ВИА «Modo»        | Зигмарс Лиепиньш Каспарс Димитерс |
| 7     | Ugunsputns рус. Жар-птица                                             | Жорж Сиксна                      | Раймонд Паулс Леонс Бриедис       |
| 8     | Tāds mūžs (Džo Dasēna piemiņai) рус. Такая жизнь (памяти Джо Дассена) | Виктор Лапченок, ВИА «Modo»      | Зигмарс Лиепиньш Каспарс Димитерс |
| 9     | Paliec un neaizej рус. Останься и не уходи                            | Маргарита Вилцане                | Улдис Стабулниекс Дагния Дрейка   |
| 10    | Pērkonu vasara рус. Грозовое лето                                     | Виктор Лапченок                  | Янис Силдегс Дайна Авотыня        |
| 11    | Es mīlu tevi tā… рус. Я люблю тебя так...                             | Имантс Скрастиньш                | Раймонд Паулс Визма Белшевица     |
| 12    | Princesīte рус. Принцесса                                             | Каспарс Димитерс, Сандра Озолите | Каспарс Димитерс                  |
| 13    | Puiši, puiši рус. Парни, парни                                        | ВИА «Орнамент»                   | латышская народная песня          |
| 14    | Tu smējies sapnī рус. Ты смеёшься во сне                              | ВИА «Эолика»                     | Борис Резник Леонс Бриедис        |
| 15    | Dzeltenie aizkari рус. Жёлтые занавески                               | ВИА «Далдери»                    | Эдвинс Зариньш Скайдрите Калдупе  |

## Диски с песнями конкурса
По итогам конкурса «Микрофон-81» Всесоюзная фирма грамзаписи «Мелодия» в 1982 году выпустила два диска-гиганта с 18 песнями из числа победителей конкурса (С60-18275-6 и С60-18277-8). В 1983 году был выпущен дополнительный тираж этих дисков.
| Диск 1 Сторона 1: 1. Песня о розочке (3:04) 2. Грозовое лето (3:15) 3. Принцесса (3:33) 4. Девушка с каллами (3:37) 5. Жёлтые занавески (4:25) Сторона 2: 6. Розочка моя в зарослях крапивы (4:18) 7. Останься и не уходи (4:17) 8. Путы любви (3:41) 9. Подарила Мариня девочке жизнь (4:54) | Диск 2 Сторона 1: 1. Парни, парни (2:16) 2. Жар-птица (5:10) 3. Золотая песня (3:28) 4. Я люблю тебя так… (3:25) 5. Всё равно (2:57) Сторона 2: 6. Ты смеёшься во сне (3:38) 7. Такая жизнь (3:58) 8. Возвращение (3:47) 9. Расцвети, душа (4:27) |